# Ваче (цар Іберії)
Ваче (груз. ვაჩე) — цар  Кавказької Іберії з династії Аршакідів.
Відомий виключно з грузинських середньовічних літописів, які подають його сином Рева I.